# Kansas
Kansas [kánzas] je  srednjevzhodna zvezna država ZDA. Njeno ime je bilo izpeljano iz  sujske besede Kansa, ki pomeni »ljudi južnega vetra«.